# Бештал
40°36′52″ пн. ш. 72°42′06″ сх. д. / 40.61444° пн. ш. 72.70167° сх. д.
Бештал (колишній Кадаксин; узб. Бештол, Beshtol) — міське селище в Узбекистані, в Джалалкудуцькому районі Андижанської області.
Розташоване у Ферганській долині, на правому березі річки Акбури, за 14 км на південний схід від залізничної станції Грунчмазар (м.Ахунбабаєв), за 10 км на північний захід від Оша (Киргизстан).
Населення 2,5 тис. мешканців (1986). Статус міського селища з 2009 року.